# A. Le Coq Arena
A. Le Coq Arena (Lilleküla Stadium) je fotbalový stadion v estonském Tallinnu. Stejně jako fotbalové zápasy hostí různé koncerty a akce.
Stadión je domovem tallinnských fotbalových klubů FC Flora a FCI Levadia a své domácí zápasy zde hraje Estonská fotbalová reprezentace. Po rozšíření má kapacitu 14 336 míst a je největším fotbalovým stadionem v Estonsku. Jeho kapacita může dosáhnout až 25 000 míst na koncerty. Pojmenován je podle estonského pivovaru A. Le Coq.